# NN-39
La carretera NN-39 es una vía departamental secundaria ubicada en el departamento de Madriz, en el norte de Nicaragua. Con una longitud aproximada de 6,70 kilómetros, la ruta conecta zonas rurales entre el poblado de Las Sabanas y la comunidad de Santa Isabel.

## Trazado y cruces
La NN-39 recorre una zona montañosa y agrícola del departamento de Madriz. A continuación, se muestra el trazado aproximado:
| km  | Localidad    | Departamento | Conexión / Ruta |
| --- | ------------ | ------------ | --------------- |
| 0   | Las Sabanas  | Madriz       | Camino rural    |
| 2,8 | El Carrizal  | Madriz       | Camino rural    |
| 6,7 | Santa Isabel | Madriz       | Camino rural    |

## Coordenadas
Uno de los tramos de la NN-39 puede ser encontrado en las coordenadas: 13°25′07″N 86°27′25″O / 13.4185, -86.4570